# بوئینگ بی-۵۰ سوپرفورترس
بوئینگ بی-۵۰ سوپرفورترس (به انگلیسی: Boeing B-50 Superfortress) یک هواپیمای ساختِ بوئینگ در کشور ایالات متحده آمریکا است که در سال ۱۹۴۷–۱۹۵۳ ساخته شد. نخستین استفاده‌کنندهٔ این هواپیما نیروی هوایی ایالات متحده آمریکا بوده‌است. این هواپیما در ۲۵ ژوئن ۱۹۴۷ میلادی نخستین پرواز خود را انجام داد.